# ブラジル音楽
ブラジル音楽（ブラジルおんがく）は、南米ブラジルで発展した音楽の総称である。

## 概要

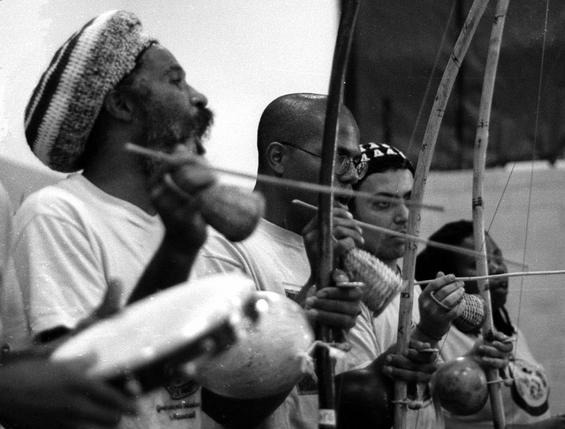
ビリンバウとパンデイロによるカポエイラの伴奏

ブラジル音楽とは、狭義ではショーロやサンバ、ボサノヴァ、ノルデスチなどを指し、広義では北米などのロックやポップスの要素を取り入れたブラジルにおける音楽も指す場合がある。
サウダージほか独特のロマンティックな世界観、高度で重層的なリズムやアンティシペーションの多用などに特徴を持っている。ブラジルは、白人、黒人、黄色人と様々な民族文化が混在する文化的背景を基に、ヨーロッパ、アフリカ、インディオなどの伝統音楽の融合がもたらした、世界に類例も稀な多元的な音世界を構築している。すなわちブラジル音楽は、伝統音楽、ポピュラー音楽、クラシック音楽が渾然一体となって相互に発展してきたものである。
国内経済が立ち遅れていた時代から、殊この分野に関しては世界的な注目を集めてきており、ワールドミュージックブームの火付け役となったフランス、ジャズやロックを擁するアメリカ、そしてボサノヴァに傾倒する日本の3国はブラジル音楽の受容が盛んであり、なかでも、日本ではブラジル本国ではなかなか聞けない音源が多数発売されている。ブラジル人のミュージシャンが本国で買えない音源を日本で見つけて大量に買うことも多い。
ただし、ブラジル国内における若年層では、欧米のロックやポップス、ソウルやファンク、またブラジルの俗謡といわれるブレーガなどが多く好まれ、これらのブラジルの伝統に根ざした音楽はどちらかといえば敬遠される傾向にある。
なお、アメリカやイタリア、スペイン、フランスなど世界的には、ブラジル音楽もラテン音楽のカテゴリー（範疇）に含まれると解される。しかし日本国内においては、ラテン音楽といえばスペイン語圏の音楽に限られ、南米で唯一ポルトガル語圏であるブラジル音楽を含めないとする見方も根強い。

## 主なブラジル音楽の種類
- サンバ
  - カーニヴァルのサンバ(サンバ・ヂ・エンヘード)、少人数編成でよりポップ色の強いサンバ(パゴーヂ)が存在する
- ボサノヴァ
- ショーロ
- ムジカ・ポプラール・ブラジレイラ（MPB）
- セルタネージョ
- カリプソ
- カリンボ
- ファンキ
- サンバ・ヘギ
- フレーボ
- マラカトゥ
- ノルデスチ
- アシェー
  - カポエイラやカンドンブレの音楽、ブロコ・アフロの音楽、アシェー等。（上記ノルデスチ内に解説有）

## 主な音楽家
- アルシオーネ（ポルトガル語版、英語版） - ブラジルでは著名な女性歌手。
- アントニオ・カルロス・ジョビン - イパネマの娘などの作曲で知られる音楽家。ボサノヴァだけでなく多面性のある音楽を作曲している。
- ジョアン・ジルベルト - ボサノヴァのギター奏法や独特の歌唱法を決定づけた。ボサノヴァの法王、天才などと称される孤高のアーティスト。
- エリゼッチ・カルドーゾ - ブラジルを代表する国民的な大歌手。
- カエターノ・ヴェローゾ - トロピカリア（トロピカリズモ）と呼ばれるムーヴメントの中心人物。
- カルメン・ミランダ - “ブラジルの爆弾”と称されたサンバ歌手。ダンサー、ブロードウェイ女優、映画スターとしても活躍した。
- ジルベルト・ジル
- マリア・ベターニャ
- ガル・コスタ
- シコ・ブアルキ
- エリス・レジーナ
- ミルトン・ナシメント
- ジャヴァン
- イヴァン・リンス
- マルコス・ヴァーリ
- カルトーラ
- カンデイア
- メストリ・マルサル
- ベッチ・カルヴァーリョ
- フンド・ジ・キンタル（ポルトガル語版）
- パウリーニョ・ダ・ヴィオラ（ポルトガル語版）
- マルコス・スザーノ
- レニーニ
- ノエル・ホーザ
- ジョルジ・ベンジョール
- セウ・ジョルジ
- ホベルト・カルロス（ポルトガル語版）
- エラスモ・カルロス
- ホセ・アウグスト
- リタ・リー（英語版）
- ネイ・マトグロッソ
- ゼラマーリョ
- ゼジェラルド
- ジェラルド・アゼベド
- ルイス・ゴンザガ
- エザルタサンバ（ポルトガル語版）